# Hemoglobin

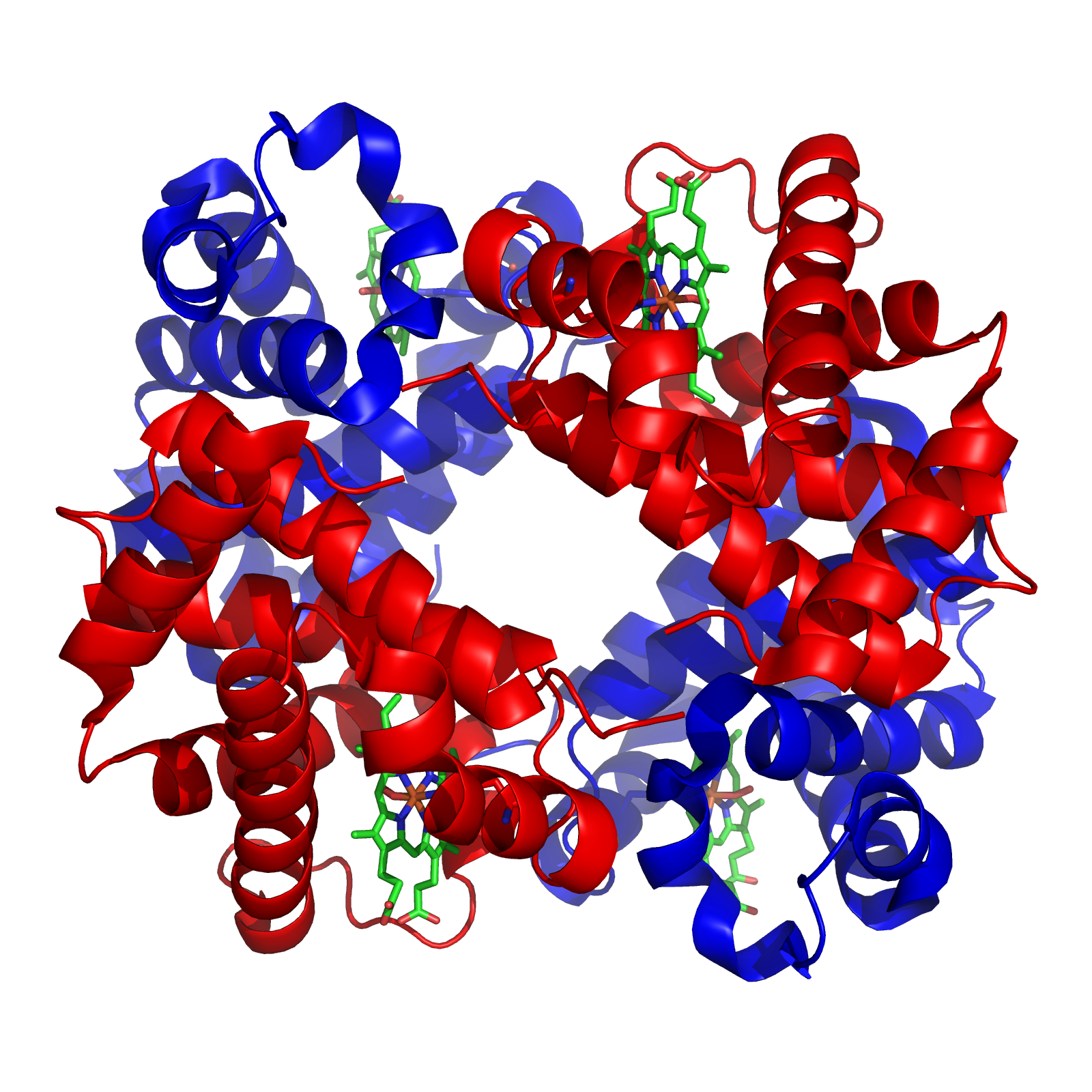
Az ember hemoglobinjának szerkezete. A fehérje részek piros és kék színűek, a vastartalmú hemcsoportok zöld színűek.

A hemoglobin a gerincesek esetében, a vérben, a vörösvértestekben található vastartalmú oxigéntranszport metalloprotein. Emlősökben ez a fehérje teszi ki a vörösvértestek szárazanyag-tartalmának körülbelül 97%-át, és a vörösvértestek összes anyagának 35%-át (az összanyag-tartalomba a vizet is beleértve). A hemoglobin szállítja az oxigént a tüdőktől vagy kopoltyúktól a test többi részébe, beleértve az izmokat, ahol leadja az oxigént.
A hemoglobin szó a görög haima (αἷμα = vér) és a latin globus (golyó, gömb) összevonásából keletkezett.

## Szerkezete
Az emberben a hemoglobin négy alegységből áll. Mindegyiket egy globuláris fehérjerész építi fel, amely szorosan kapcsolódik egy nem-fehérje jellegű hem csoporttal. A hemcsoportban egy Fe2+ található egy porfirin nevű heterociklusos gyűrűben. A Fe2+, amely az oxigént megköti, kötést létesít a gyűrű belsejében található négy nitrogénatommal. A vas a globuláris fehérjével is szoros kapcsolatot létesít, az abban található egyik hisztidin oldalláncában található imidazolgyűrű egyik nitrogénatomján keresztül. A Fe2+-on található hatodik „hely” képes reverzíbilisen megkötni az oxigént. Így a vashoz hat ligandum kapcsolódik, a vas körül oktaéderes a szimmetria. Ha a hemoglobin nem köt oxigént, az oxigén helyét egy gyengén kötött vízmolekula foglalja el. A hemoglobinban a vas töltése +2 (Fe2+) és +3 (Fe3+) is lehet, de a Fe3+-t tartalmazó hemoglobin (methemoglobin) nem képes oxigént kötni.
A felnőttekben a legelterjedtebb hemoglobin-típus egy tetramer (négy fehérje alegységet tartalmaz), aminek a neve hemoglobin A. Ez két α és két β alegységet tartalmaz, ezek az alegységek 141 és 146 aminosavból épülnek fel. Összetétele α2β2. Az alegységek szerkezete hasonló és körülbelül azonos méretűek. Molekulatömegük 17 000 dalton körüli, a tetramer molekulatömege körülbelül 68 000 dalton. A hemoglobin A a legintenzívebben tanulmányozott hemoglobinmolekula. A láncokat ionos kötések, hidrogénhidak és hidrofób kölcsönhatások kapcsolják össze.

## Szerepe
A szerkezetében lévő vasnak köszönhetően, a tüdőben megköti az oxigént és elszállítja a sejtekig. A sejtektől pedig a tüdőig a szén-dioxidot. Az oxigént megkötött hemoglobint oxihemoglobinnak nevezzük, a szén-dioxidot megkötött hemoglobint pedig carbohemoglobinnak.

## Fordítás
Ez a szócikk részben vagy egészben  a   Hemoglobin című angol Wikipédia-szócikk ezen változatának fordításán alapul.  Az eredeti cikk szerkesztőit annak laptörténete sorolja fel. Ez a jelzés csupán a megfogalmazás eredetét és a szerzői jogokat jelzi, nem szolgál a cikkben szereplő információk forrásmegjelöléseként.